# Allerberg (Teisendorf)
Allerberg ist ein Ortsteil des Marktes Teisendorf im oberbayerischen Landkreis Berchtesgadener Land. 

## Geographie
Das Dorf Allerberg liegt 4 km südwestlich des Hauptortes und 1 km nördlich der Bundesautobahn 8. 

## Geschichte
Allerberg war ein Ortsteil der Gemeinde Freidling und wurde mit dieser im Zuge der Gebietsreform in Bayern am 1. April 1971 in den Markt Teisendorf eingegliedert.